# Sildávia
Sildávia é um reino ficcional, na região dos Bálcãs, que aparece na série de quadrinhos As Aventuras de Tintim, do célebre cartunista belga Hergé. Provavelmente o nome é uma palavra-valise de Transilvânia e Moldávia. Lembra os países do leste europeu Eslovênia e Eslováquia e a região croata de Eslavônia.

## Visão geral
Sildávia é uma monarquia, regida por seu rei. Sua capital chama-se Klow (e, anteriormente, Zileheroum) localizada na confluência dos ficcionais rios de Moltus e Wladir. Outras cidades citadas na obra são: Niedzdrow, Istow, Dbrnouk, e Zlip. A população da Sildávia é algo em torno de 642 000 habitantes, destes, 122 000 vivem na capital Klow. Há uma companhia aérea nacional chamada Syldair.
Sildávia também é conhecida como o "Reino do Pelicano Negro" e a divisa do reino é: Eih bennek, eih blavek!.
Os sildavos parecem ser grandes apreciadores de água mineral, o que, para o Capitão Haddock, apreciador convicto de uísque, não era nada interessante.
A célebre cantora Bianca Castafiore descreveu a Sildávia como "um país encantador para quem gosta de velharias".

## História
A moderna Sildávia surge em 1127 quando um chefe tribal, chamado Hvegui expulsou conquistadores turcos e adotou o nome Muskar. A Bordúria conquistou o país em 1195 e em 1275, mas o Rei Otokar IV os expulsou ressurgindo assim a soberania sobre Sildávia.
Otokar tornou-se rei em 1360 quando um inimigo, o Barão Staszrvitch reclamou o trono e o atacou com uma espada. Otokar derrubou-o com seu cetro. E, desde então, o governante da Sildávia deve portar o cetro e mostrá-lo ao povo no Dia de São Vladimir, caso contrário perderá da sua autoridade e aquele que tiver o cetro será o novo rei. Tal costume teve o status de lei não-escrita até 1939.
Em 1939 a Sildávia estava novamente sob o risco de uma invasão de sua vizinha Bordúria como parte de um plano para expulsar Otokar XII. Tintim tinha um plano para neutralizar a situação (algo muito semelhante ao Anschluss da Áustria em 1938, embora não com o mesmo resultado).
O Rei Otokar XII, um notável motorista que sempre carregava sua própria arma para sua proteção pessoal, torna-se algo como um monarca constitucional de seu país e ordenou a seus ministros e generais que se fizessem as mudanças necessárias para evitar um golpe e uma nova invasão.

## Cultura
A cultura medieval da Sildávia manifesta-se sobretudo no vestuário da população e nos costumes curiosos do monarca e da aristocracia sildava. O expoente máximo desta cultura é o Castelo de Kropow, onde estão guardados o tesouro real e os arquivos nacionais, que pode atualmente ser visitado.
Os violinistas sildavos são muito afamados.

### Culinária
A culinária da Sildávia está associada à culinária dos países do leste europeu. Blini (algo como um crepe), condimentos e salsichas. Era comum as salsichas expostas decorarem a cozinha de um restaurante sildavo. Menciona-se que o primeiro prato normalmente servido é o Slaczec (a pata traseira de um jovem cão servida com um pesado molho sildavo), porém, deve-se ressalvar que, pelo contexto da história, isso não parece ser verdade. A Slaczec é servida a Tintim com cogumelos e uma salada.

## Geografia
Durante a aventura "O Cetro de Ottokar", Tintim lê em uma enciclopédia que a Sildávia pertence à península balcânica, situando-se algures no local da ex-Iugoslávia.
O país tem dois rios principais o Wladir e o seu afluente Moltus. O nome "Wladir" é, sem dúvida, uma ligação ao rio que atravessa Praga, na República Checa, o rio Vltava (Moldau em alemão). Esta tradução parece ter inspirado o nome do rio "Moltus", a menos que o nome se refira ao rio Olt na Romênia. Os dois rios unem-se em Klow, a capital e maior cidade da Sildávia com 122.000 habitantes.
Outras cidades conhecidas são:
- Kragoniedin, famosa pelas suas águas termais;
- Dbrnouk, no litoral sul (provavelmente inspirado no porto de Dubrovnik na Dalmácia);
- Niedzdrow junto ao Wladir;
- Zlip;
- Istow;
- Duma, principal local de entrada, na costa do país;
- Tesznik;
- Klow;
- Sbrodj, o centro espacial.

O país faz fronteira com outro país imaginário, a Bordúria, e uma das fronteiras dos dois países é a do lago Fléchizaff.

## Defesa nacional
Sildávia possui uma extensa força militar que vai desde baterias antiaéreas a estações de radar. O exército parece ter uma aparência considerável possivelmente inspirado em exércitos do Leste Europeu como a Polónia ou a Rússia. Possui também um programa espacial sobre o qual recaem duvidas sobre se será para efeitos pacíficos ou militares. Também tem uma base secreta onde desenvolve novos tipos inovadores de armas.

## Sildávia no mundo real
Em Objectivo Lua, o foguete decola da Sildávia, mas o lugar onde aparece no mapa é a atual República Checa.
Da mesma forma, o nome da capital Klow é inspirado na sua contra-parte ucraniana Kiev e na cidade romena de Cluj (capital da Transilvânia). Mas segundo o Google Maps a localização exata da Sildávia está na maior parte no condado de Zagreb, onde fica a capital da Croácia.
O analista Dodo Nita ficou impressionado com as semelhanças da Sildávia com a Roménia. Outros estudiosos têm comparado o país com a Albânia, Bulgária e também Bósnia e Herzegovina e Montenegro. A bandeira albanesa é, na forma, muito semelhante à sildava.
O Sildavo é muito semelhante ao holandês, sendo inspirado no brusseleer, mas também vai buscar algumas características peculiares à Valónia. Os leitores holandeses podem, portanto, seguir o Sildavo com bastante facilidade. Há diferenças na escrita: O sildavo usa o alfabeto cirílico e o croata usa o latino.
- Eih bennek, eih blavek (a divisa sildava) é parecido com a expressão holandesa "Hier ben ik, hier blijf ik" (Aqui estou eu, aqui vou ficar).
- Czesztot on klebcz (dito por um camponês quando vê Milou a cair do céu): uma mistura saborosa da gíria francesa da Valónia, C'èsteût on clebs (É um cão).

Em 1994, o músico francês Pascal Comelade fez um álbum inteiro de canções e danças da Sildávia.
Durante uma dezena de anos, os Escoteiros da França organizaram sob o nome de São Vladimir, campos de férias cujos principais temas de jogo eram retirados da Sildávia e das aventuras de Tintim.
A 20 de Agosto de 2008, o jornal online Rue89  publicou um artigo sobre uma guerra entre a Sildávia e a Bordúria (paródia há noticia publicada no Le Monde por Bernard-Henri Levy, sobre o conflito armado entre a Geórgia e a Rússia sobre a província separatista da Ossétia do Sul).